# Aedes rotanus
Aedes rotanus är en tvåvingeart som beskrevs av Richard Mitchell Bohart och Ingram 1946. Aedes rotanus ingår i släktet Aedes och familjen stickmyggor. Inga underarter finns listade i Catalogue of Life.